# Gyerőfalva
Gyerőfalva (románul Păniceni) falu Romániában Kolozs megyében,  Magyarkapus községben.

## Fekvése
Körösfő és Magyarkapus között félúton található a Nagyvárad - Kolozsvár főúton.

## Nevének említése
1839-ben Pányik, 1863-ban Panyiku, 1873-ban Panik és 1920-ban Panic-ként említik.

## Története
Már 1850-ben is többségében románok lakták, 1992-ben 413 fős lakossága többségében ortodox, de van köztük baptista (8 fő) és pünkösdista (4 fő) is.
A falu a trianoni békeszerződésig Kolozs vármegye Gyalui járásához tartozott.
A faluban 18. századi román fatemplom található.
Festői szépségű a Pányiki-szoros.